# Balkrishna Vithaldas Doshi
Balkrishna Vithaldas Doshi (Pune, 26 agosto 1927 – Ahmedabad, 24 gennaio 2023) è stato un architetto indiano.

## Biografia
Dopo aver lavorato per quattro anni nel 1951-54 con Le Corbusier nello studio di Parigi, Doshi ritornò in patria per visionare da parte di Le Corbusier i maggiori lavori che ebbe in India, ad Ahmedabad e a Chandigarh. Aprì il suo studio, Vastu-Shilpa (progettazione ambientale), nel 1955. Doshi lavorò anche con un altro architetto Louis Kahn assieme a Anant Raje al progetto del campus dell'Indian Institute of Management ad Ahmedabad.
Nel 1958 fu membro alla Graham Foundation for Advanced Studies in the Fine Arts a Chicago, fondandovi nel 1962 la Scuola di Architettura (S.A).
Doshi ebbe inoltre un'importante attività didattica. Fondò diverse istituzioni indiane: la Scuola di Architettura di Ahmedabad nel 1962, fondò e diresse anche la School of Planning e il Centre for Environmental Planning and Technology nel 1972.
Fu inoltre membro di importanti istituzioni quali il Royal Institute of British Architects e l'Indian Institute of Architects.
Fu anche commissario del Premio Pritzker, dell'Indira Gandhi National Centre for Arts, e del Premio Aga Khan per l'Architettura.
Nel 2018 è diventato il primo architetto Indiano a ricevere il Premio Pritzker per l'architettura.

## Riconoscimenti
- Padma Shri, Government of India
- Dottorato onorario dalla University of Pennsylvania
- Global Award for Sustainable Architecture 2007 (prima edizione)[4]
- Ordre des Arts et des Lettres in Francia 2011[5]
- Premio Pritzker 2018[3]

## Opere principali
- 1979-1981 Sangath, studio di Doshi, Ahmedabad
- 1972 Centre for Environment and Planning Technology (CEPT), Ahmedabad
- 1962-74 Indian Institute of Management Bangalore
- 1980-1984 Gandhi Labor Institute ad Ahmedabad.
- 1989 National Institute of Fashion Technology[6], Delhi
- 1990 Amdavad ni Gufa, Ahmedabad